# 가미가키 리쿠
가미가키 리쿠(일본어: 神垣 陸, 1998년 7월 14일~)는 일본의 축구 선수이다.

## 구단 경력
그는 2021년 J2리그의 레노파 야마구치 FC에 입단했다. 2023년까지 81경기에 출전하여, 1득점을 넣었다. 2024년 J3리그의 나라 클럽로 이적했다.